# Glyphopsyche irrorata
Glyphopsyche irrorata là một loài Trichoptera trong họ Limnephilidae. Chúng phân bố ở miền Tân bắc.